# Концерт для фортепіано з оркестром (Гріг)
Концерт для фортепіано з оркестром ля мінор, тв. 16 — музичний твір норвезького композитора Едварда Гріга, написаний у 1868 році. Він був єдиним фортепіанним концертом композитора та став одним із найпопулярніших його творів та творів цього жанру взагалі.

## Структура
Концерт складається з трьох частин:
1. Allegro molto moderato (ля-мінор)
Перша частина написана у сонатній формі та відзначається відомим вступом: тремоло литавр готує яскраву появу фортеп'яно. Побічна тема в до мажорі. Згодом побічна тема знову з'являється в репризі, але цього разу в ля мажорі. Частина закінчується віртуозною каденцією, подібною до вступу, що є по суті обрамленням.
2. Адажіо (ре-бемоль мажор)
Друга частина лірична, в ре-бемоль мажорі, переходить в третю частину без перерви. Написана у складній тричастинній формі (A — B — A). Середній розділ в ре-бемоль мажорі і мі мажорі, в репризі музичний виклад відбувається в основній тональності.
3. Allegro moderato molto e marcato — Quasi presto — Andante maestoso (ля мінор → фа мажор → ля мінор → ля мажор)
Третя частина починається енергійною темою у ля мінорі 2/4 (гол. тема), за якою йде лірична тема у фа мажорі (поб. тема). Після неї з'являється головна тема. За цією репризою йде розділ на 3/4 в ля мажорі квазі-престо, який складається із варіацій на головну тему. Частина завершується епізодом Анданте маестозо ля мажор, який складається з драматичної побічної теми (на відміну від її початкового ліричного варіанту).

Виконання всього концерту зазвичай триває трохи менше 30 хвилин.

## Інструментовка
Концерт написаний для сольного фортепіано, 2 флейти, 2 гобої, 2 кларнети (в А і В ♭), 2 фаготи, 2 валторни (в Е і Е ♭), 2 труби (в С і В ♭), 2 тромбони, туба, литаври та струнні (скрипки, альти, віолончелі та контрабаси). Згодом він додав 2 валторни і змінив тубу на третій тромбон.

## Історія
Твір є найбільш раннім твором Гріга, написаним 24-річним композитором у 1868 році в Соллероді (Данія), під час одного з його візитів, із метою покращення здоров'я зміною клімату.
Концерт часто порівнюють з фортепіанним концертом Роберта Шумана: він в тій самій тональності; схожий фортепіанний початок; і загальний стиль вважається ближчим до Шумана, ніж будь-якого іншого композитора. До речі, обидва композитори написали лише один концерт для фортепіано. Гріг чув концерт Шумана, який грала Клара Шуман у Лейпцигу в 1858 році, і на нього вплинув стиль Шумана загалом.
Концерт Гріга свідчить про його зацікавлення норвезькою народною музикою; початковий мотив базується на мотиві падіння секунди (див. інтервал), за яким слідує падіння великої терції, що є типовим для народної музики рідної країни Гріга. Цей конкретний мотив зустрічається в інших творах Грига, включаючи струнний квартет No1. В останній частині концерту була виявлена схожість з халлінгом (норвезький народний танець) та імітацією скрипки Хардінгфеле (норвезька народна скрипка).
Прем'єра твору була здійснена Едмундом Нойпертом 3 квітня 1869 р. у Копенгагені під диригуванням Хольгера Саймона Пауллі. Деякі джерела говорять, що сам Гріг, чудовий піаніст, мав грати на прем'єрі, але він не зміг відвідати прем'єру через зобов'язання з оркестром у Крістіанії (нині Осло). Серед тих, хто відвідав прем'єру, були датський композитор Нільс Гаде та російський піаніст Антон Рубінштейн.
Норвезька прем'єра в Крістіанії відбулася 7 серпня 1869 року, а пізніше цей твір був виконаний у Німеччині в 1872 році та Англії в 1874 році. Під час візиту Гріга до Феферца Ліста в Римі в 1870 році Ліст грав ноти prima vista (з листа) перед авдиторією музикантів і давав дуже добрі коментарі щодо творчості Грига, які згодом мали на нього вплив. Вперше робота була опублікована в Лейпцигу в 1872 році, але лише після втручання Югана Свенсена від імені Гріга.
Концерт є першим фортепіанним концертом, коли-небудь записаним, піаністом Вільгельмом Бакгаузом у 1909 р. Через технології того часу він був сильно скорочений і тривав лише шість хвилин.
Гріг переглядав роботу щонайменше сім разів, як правило, тонкими способами, але ці переробки склали понад 300 відмінностей від оригінальної оркестровки. В одній із цих переробок він скасував пропозицію Ліста приділити другу тему першої частини (як і першу тему другої частини) трубі, а не віолончелі. Остаточна версія концерту була завершена лише за кілька тижнів до смерті Гріга, і саме ця версія досягла світової популярності. Оригінальну версію 1868 року записала Любов Дервінгер разом із симфонічним оркестром Норрчепінга під керівництвом Джунічі Хірокамі.
Гріг працював над транскрипцією концерту для двох сольних фортепіано, яку виконав Каролі Терн. Прем'єрний запис цієї версії здійснив британський фортепіанний дует Ентоні Ґолдстоун та Керолайн Клеммов. 2 квітня 1951 року американський піаніст російського походження Симон Барер зірвався, граючи кілька перших тактів концерту, у виступі з диригентом Юджином Орманді та Філадельфійським оркестром у Карнегі-холі в Нью-Йорку. Незабаром він помер за лаштунками. Це мало бути перше виконання твору Барера.

## Другий концерт
У 1882 і 1883 рр. Гріг працював над другим фортепіанним концертом сі-мінор, але він так і не був завершений. Ескізи для концерту записав піаніст Ейнар Стін-Ноклеберґ. У 1997 році Товариство Гріга в Осло провело третій Міжнародний конкурс композиторів на тему: «Переосмислити» другий концерт Гріга. Один із учасників конкурсу, бельгійський композитор Лоран Бікманс, розробив з ескізів повний фортепіанний концерт, який вперше був виконаний в Лондоні 3 травня 2003 р.
Чергова розробка ескізів Гріга була завершена норвезьким композитором Гельґе Ев'ю і записана Лейблом Наксосом.

## Записи
Виконання: Симфонічний оркестр Університету Вашингтона під керівництвом Пітера Ероса. Піаніст — Ніл О'Доан.
Виступ оркестру коледжу Скідмор: